# Sybra strandiella
Sybra strandiella là một loài bọ cánh cứng trong họ Cerambycidae.